# Poseidon
Poseidon (greacă Ποσειδῶν) este zeul mărilor, furtunilor și cutremurelor în mitologia greacă. Este fiul lui Cronos și al Rheei, și unul dintre cei doisprezece Olimpieni.
În timpul epocii bronzului, Poseidon a fost venerat ca zeitate principală la Pylos și Teba. A purtat titlul de   „cutremurătorul pământului”. În Arcadia era înrudit cu Demetra și Persefona și a fost venerat  ca  zeu al apelor.   El este adesea considerat    tatăl cailor. Conform unui mit, cu o lovitură a tridentului său, a creat izvoarele din care au ieșit primii cai din istorie.
Poseidon a fost considerat protector al navigatorilor și al multor orașe și colonii elene. Homer și Hesiod sugerează că Poseidon a devenit stăpânul mării după înfrângerea tatălui său Cronos și stăpânirea lumii a fost împărțită la sorți între cei trei fii ai săi; Zeus a primit cerul, Hades a primit lumea subterană, iar Poseidon a primit marea. În Iliada lui Homer, Poseidon îi sprijină pe greci împotriva troienilor în timpul războiului troian. În Odiseea, în timpul călătoriei pe mare de la Troia înapoi spre casa sa din Itaca, eroul grec Ulise l-a mâniat pe Poseidon pentru că îl orbise pe ciclopul Polifem, fiul lui Poseidon. Poseidon îl pedepsește pe Ulise cu furtuni, pierderea  corăbiei și a echipajului său și îi provoacă o întârziere de zece ani pe drumul spre Itaca. Poseidon este, de asemenea, subiectul unui imn homeric. Conform lui Platon, legendara insulă Atlantida era domeniul lui Poseidon.
Atena a devenit zeița patroană a orașului Atena după o competiție cu Poseidon.
În mitologia romană, Poseidon este cunoscut sub numele de Neptun.

## Etimologie

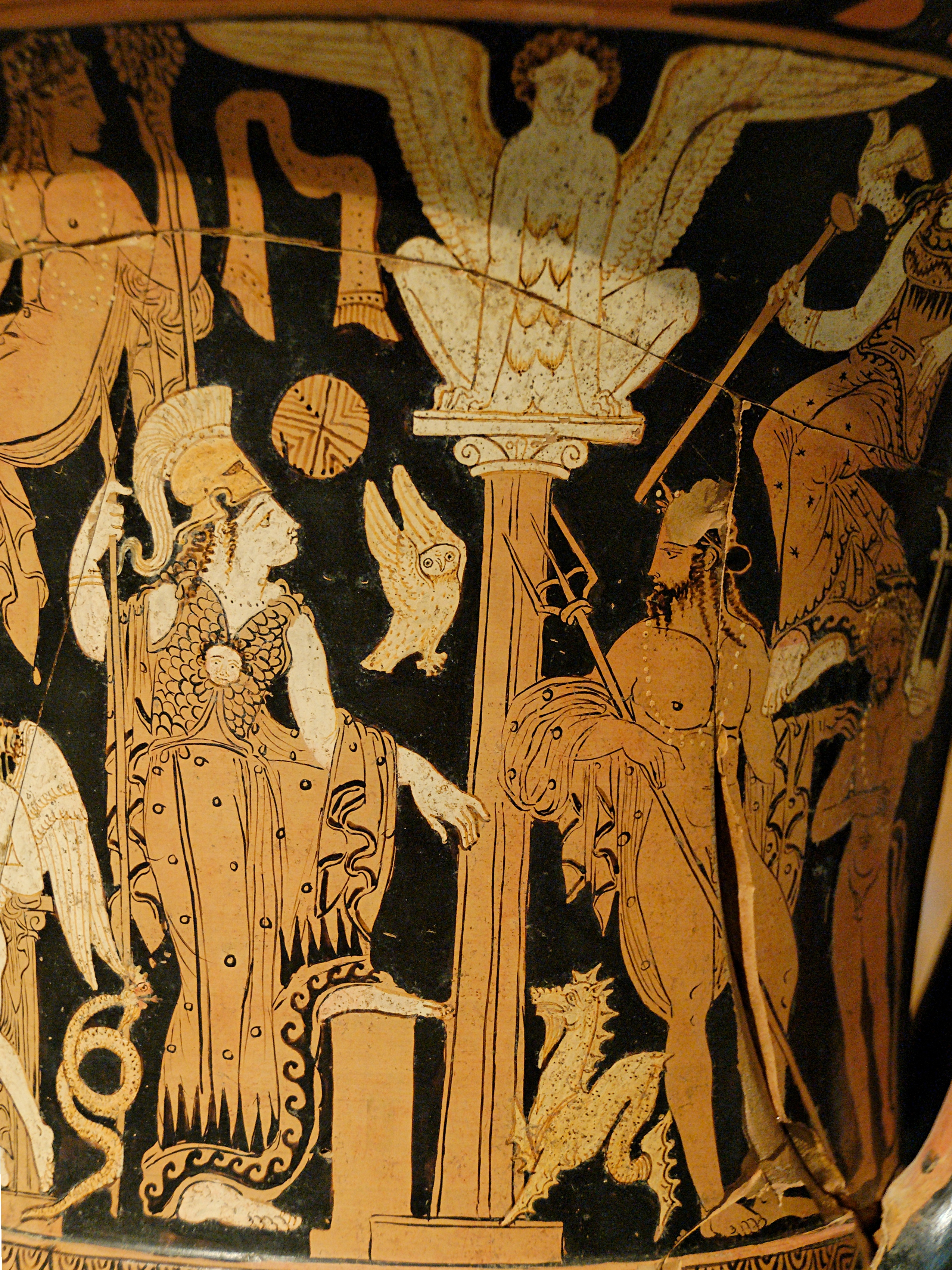
Ceramică cu Atena și Poseidon, circa 360 î.Hr.
(Muzeul Luvru)

Cea mai veche apariție atestată a numelui zeului este  scrisă în  Linearul B  și apare ca   Po-se-da-o  sau   Po-se-da-wo-ne , care corespund cu ( Poseidaōn ) și   ( Poseidawonos ) în  greaca miceniană ; în greaca homerică apare ca   Poseidaōn  ; în   Aeolică  ca   Poteidaōn  ; și în  greaca dorică  ca   Poteidan  ,  Poteidaōn   și   Poteidas  . Forma   Poteidawon   apare în Corint. Titlul de cult al lui Poseidon în  Linear B este  E-ne-si-da-o-ne , care înseamnă „zguduitorul de pământ ” sau "Cutremură-lume" .
Originile numelui „Poseidon” sunt neclare. O teorie  descompune numele în două elemente: primul element   înseamnă „soț” sau „lord” (greacă : posis ) care provine  din cuvântul din  limba protoindo-europeană    pótis   , iar celălalt element   înseamnă „pământ”  ( da ),  , rezultând  "stăpân sau soț al  pământului". 

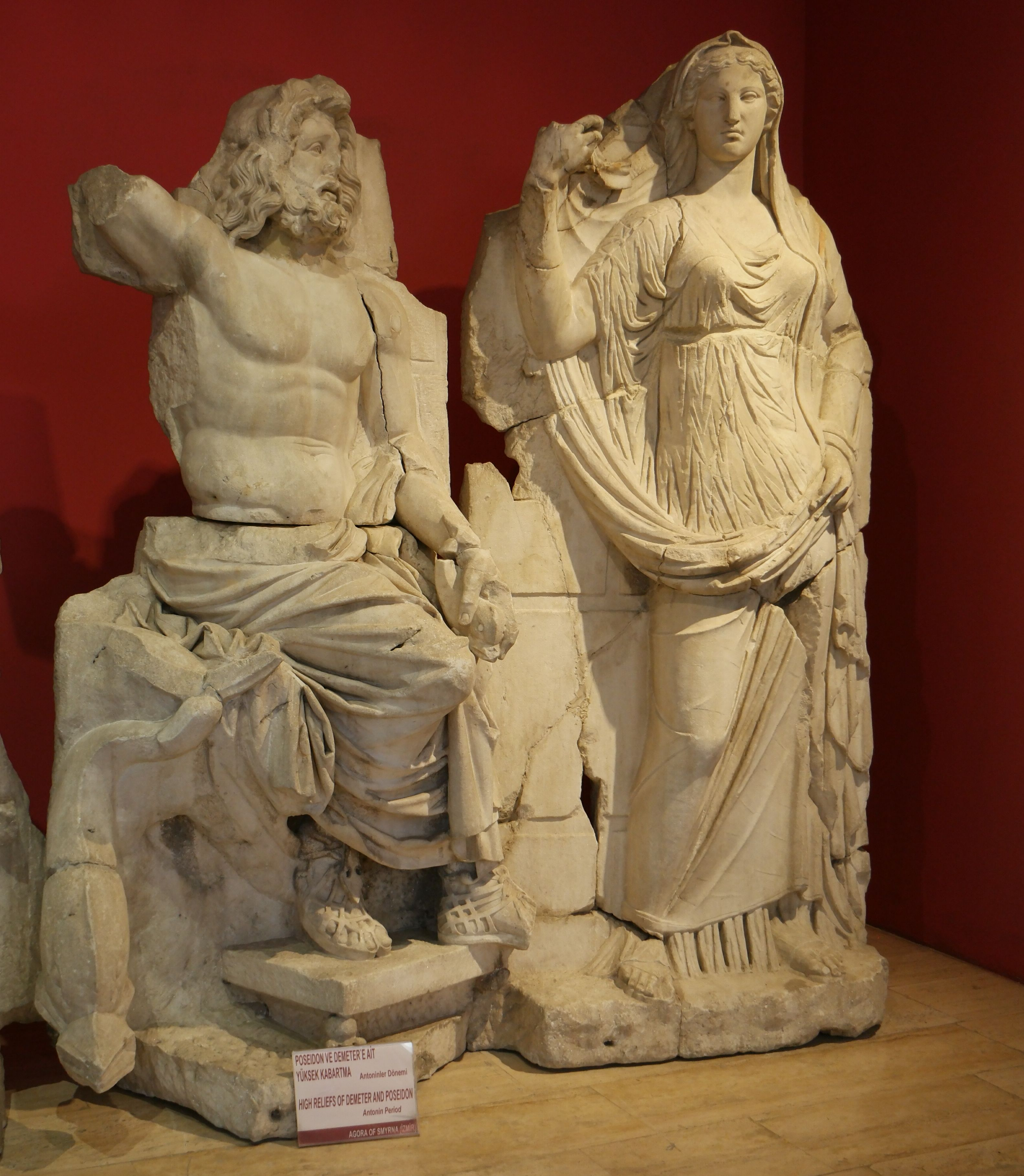
Sculpturi cu Poseidon și Demetra descoperite în Smyrna, Turcia

Teoria  ar putea face legătura cu  Demetra,  Pământul-mamă, Poseidon fiind înrudit cu Demetra.
O altă teorie, mai plauzibilă, interpretează al doilea element ca fiind legat de cuvântul doric   δᾶϝον  dâwon , care înseamnǎ „apă”,  dar și de cuvântul proto-indo-european    dah₂-  ( „apă” ) sau „* * dʰenh₂-  "a alerga, curge".
Al doilea element este  similar și cu cuvântul din limba  sanscrită दन्  dā́-nu-  (care semnificǎ "fluid, picătură, rouă" ).
Din denumire derivǎ   nume de fluvii  precum Dunărea (  Danuvius ) sau   Don.      Posei-dawōn  semnifică stăpânul apelor. ceea ce atestă faptul că Poseidon a fost inițial un zeu al apelor.
Cel puțin câteva surse îl consideră pe Poseidon ca fiind un cuvânt „prehelenic” (adică pelasgian), considerând  că etimologia indo-europeană  este „destul de lipsită de sens”.
Numele zeului frizian și scandinav Fosite sau Forseti, care a fost venerat pe insula Helgoland e posibil  să fi  derivat din denumirea zeului  Poseidon. Potrivit filologului german, Hans Kuhn, forma germanică „* Fosite” este identică din punct de vedere lingvistic cu Poseidon . Altare romane dedicate lui Poseidon au fost găsite în zona Rinului Mijlociu.

## Caracterizare

### Epitete
- Enosichthon (Ἐνοσίχθων), însemnând „Cutremură-lume”;
- Kyanokhaitis (κυανοχαίτης), însemnând „Plete-de-beznă”, epitet asociat cu părul închis la culoare, ca marea, al lui Poseidon;
- Pontomǽdohn (ποντομέδων), însemnând „Stăpânul” sau „Conducătorul mării”;

### Atribute
În arta greacă, Poseidon este reprezentat călărind un car tras de căluți de mare sau de cai care puteau merge pe apă. El era asociat cu delfinii și cu sulițele cu trei vârfuri (tridente). Poseidon locuia într-un palat pe fundul oceanului, făcut din corali și pietre prețioase.
Unul din imnurile închinate lui Poseidon, inclus printre Imnurile homerice, este o scurtă invocare, o introducere de șapte rânduri care se adresează zeului atât ca „mișcător al pământului și al mării sterpe, zeu al adâncurilor care este și stăpân al Heliconului și al largului Aegae”, cât și ca zeu al apelor, și precizează dubla sa natură de olimpian: „îmblânzitor de cai și salvator de corăbii”.

## Mituri

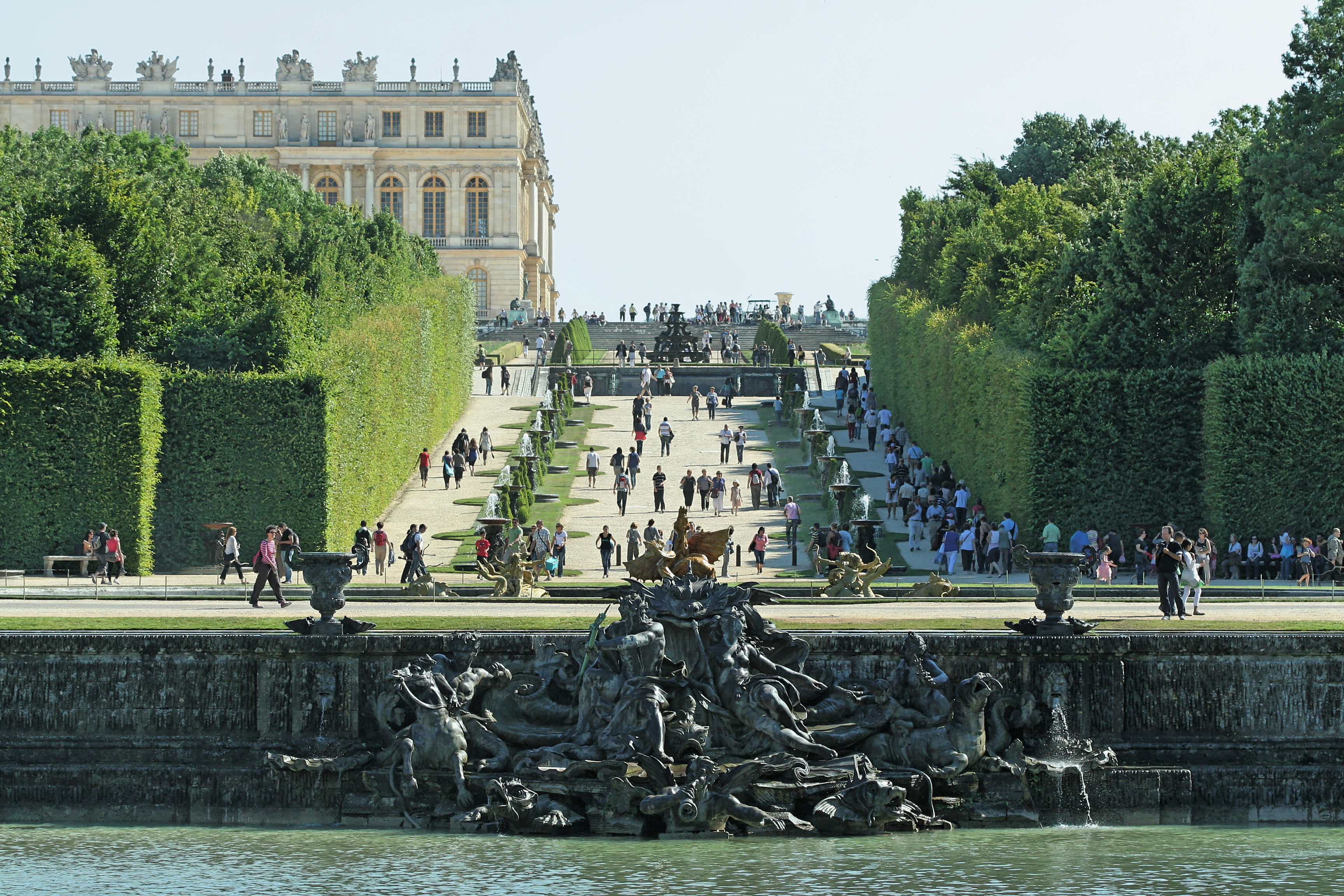
Neptun și Amfitrita
(Lambert-Sigisbert Adam, 1740)

Poseidon a luptat alături de olimpieni împotriva titanilor. Când, în urma victoriei, s-a făcut împărțirea Universului, lui Zeus i-a revenit Cerul, lui Hades lumea subpământeană, iar lui Poseidon Împărăția apelor. El sălășluia în fundul mării împreună cu soția sa, Amfitrita, alături de care, uneori, urmat de un întreg cortegiu marin și purtat de un car tras de cai înaripați, spinteca valurile.
Poseidon stârnea furtunile sau făcea ca apele mării să devină liniștite, el scotea insule la iveală sau le scufunda pe altele lovindu-le cu tridentul său, făcea să izvorască râuri sau să se închege lacuri. Odată el a încercat împreună cu Hera și cu Atena să-l pună în lanțuri pe Zeus, dar încercarea a dat greș. De atunci Poseidon a fost mereu alături de preaputernicul său frate care cârmuia destinele lumii.
Legat de numele său este episodul întrecerii care a avut loc între el și zeița Atena atunci când a fost să-și împartă între ei pământul Atticei. Un alt episod îl înfățișează pe zeul mării lucrând cot la cot cu Apollo, ca să înalțe zidurile Troiei. Faptul că nu a fost răsplătit pentru munca sa a atras mânia lui Poseidon asupra troienilor. Această mânie, și faptul că Odiseu i-a ucis un fiu, pe ciclopul Polifem, l-a determinat pe puternicul zeu să-l urmărească pe erou cu răzbunarea sa, nimicindu-i pe rând corăbiile și aruncându-l de pe un țărm pe altul. Cu zeițele sau cu muritoarele de rând Poseidon a avut numeroși fii și fiice, majoritatea înfățișați ca niște ființe monstruoase sau a căror forță era de temut. Printre aceștia se numărau: ciclopul Polyphemus, gigantul Chrysaor, aloizii, Lamus - regele lestrigonilor, Triton etc.

## Media

### Filme și televiziune
Poseidon a fost foarte popular mai ales în filmele legate de zei. John Putch a regizat filmul The Poseidon Adventure. De asemenea, Wolfgang Petersen a adaptat cinematografic romanul lui Paul Gallico și a regizat filmul Poseidon.
Poseidon apare în Percy Jackson și olimpienii ca tatăl lui Percy Jackson și al ciclopului Tyson. El apare și în serialul de televiziune ABC, Once Upon a Time, în a doua jumătate a sezonului patru, interpretat de Ernie Hudson. În această versiune, Poseidon este portretizat ca tatăl vrăjitoarei mărilor, Ursula.

### Jocuri video
Poseidon a avut mai multe apariții în jocurile video, cum ar fi în God of War 3 de la Sony. În joc, Poseidon apare ca un șef pe care jucătorul trebuie să îl învingă. El apare și în Smite ca personaj jucabil.

## Cultul lui Poseidon

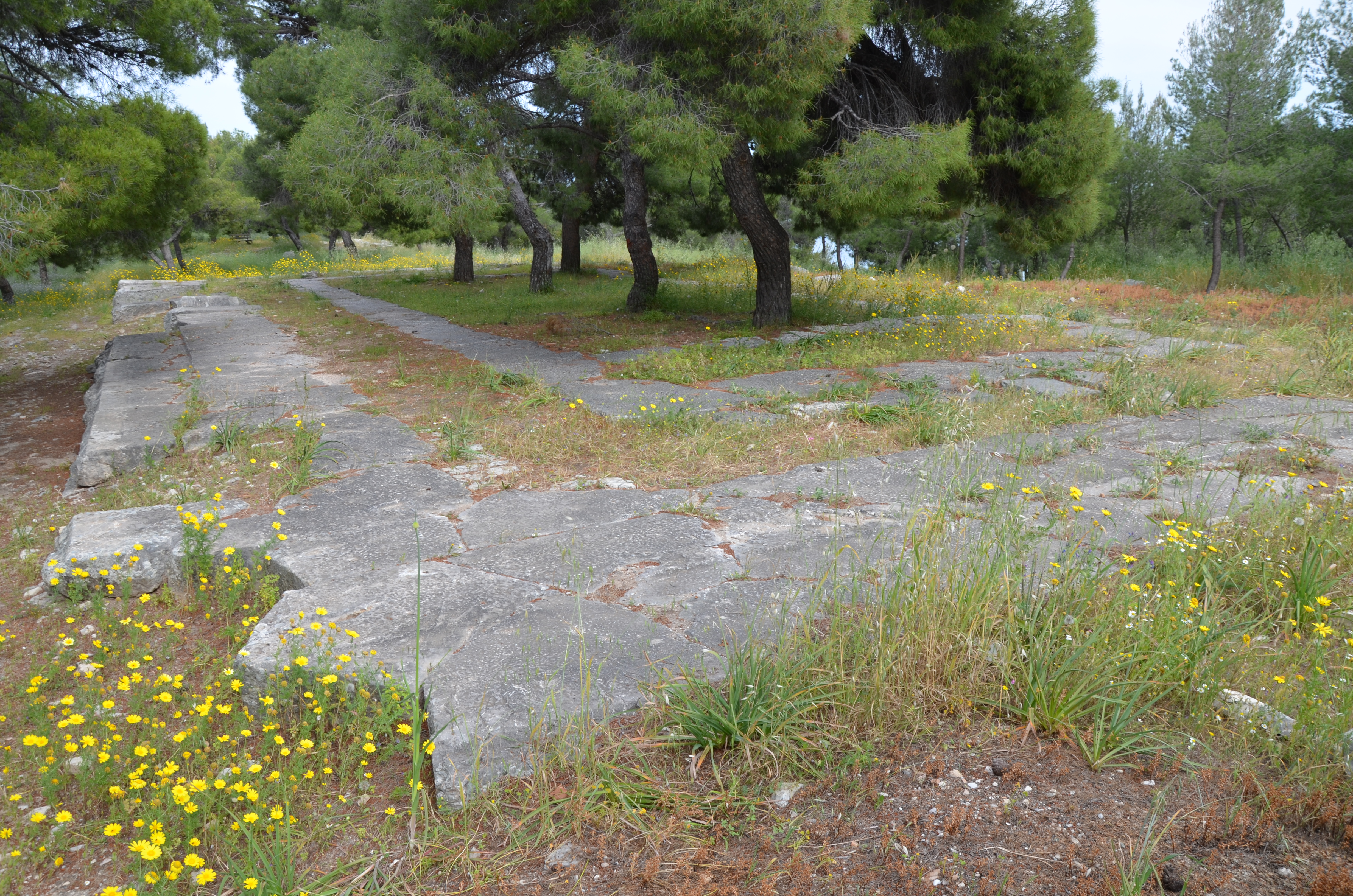
Ruinele templului lui Poseidon din Ermioni, Grecia

Poseidon a fost un zeu de mare importanță civică în mai multe orașe: în Atena, era al doilea zeu ca importanță după Atena, în timp ce în Corint și în multe orașe din Magna Graecia era zeul principal al cetății.
În aspectul său benevol, Poseidon era văzut ca fiind cel care crea noi insule și oferea mări calme. Când era jignit sau ignorat, se presupune că lovea pământul cu tridentul său și provoca izvoare haotice, cutremure, înecuri și naufragii. Marinarii se rugau lui Poseidon pentru o călătorie sigură, uneori înecând cai ca sacrificiu; în acest fel, potrivit unui papirus fragmentar, Alexandru cel Mare s-a oprit pe malul mării siriene înainte de bătălia culminantă de la Issos și a recurs la rugăciuni, „invocându-l pe Poseidon, zeul mării, pentru care a ordonat să fie aruncat în valuri un car cu patru cai”.

### Răspândire geografică
Cultele zeilor mitologiei grecești sunt adesea vechi și adevărata lor întindere și popularitate este greu de determinat în zilele de azi. Ce rămâne se bazează pe mărturiile celor care trăiră atunci, printre care geografi și călători precum Strabon și Pausanias, și descoperiri arheologice.

## Galerie

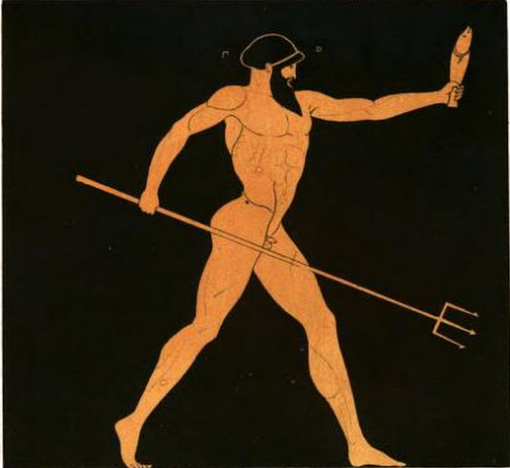
Poseidon cu tridentul, pictat pe un vas de ceramică
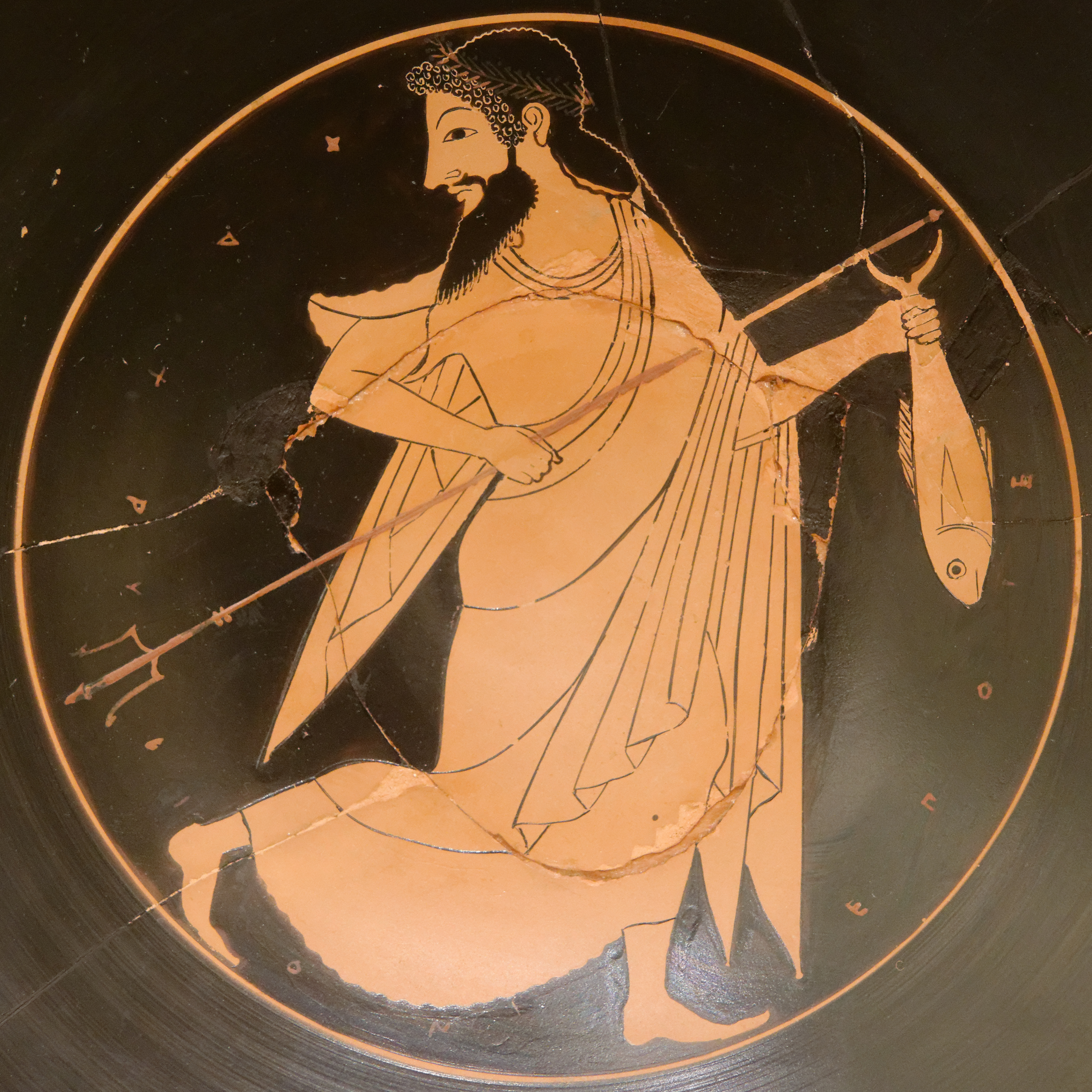
Tondo cu Poseidon ținând în mână tridentul și un pește, 520-510 î.Hr.
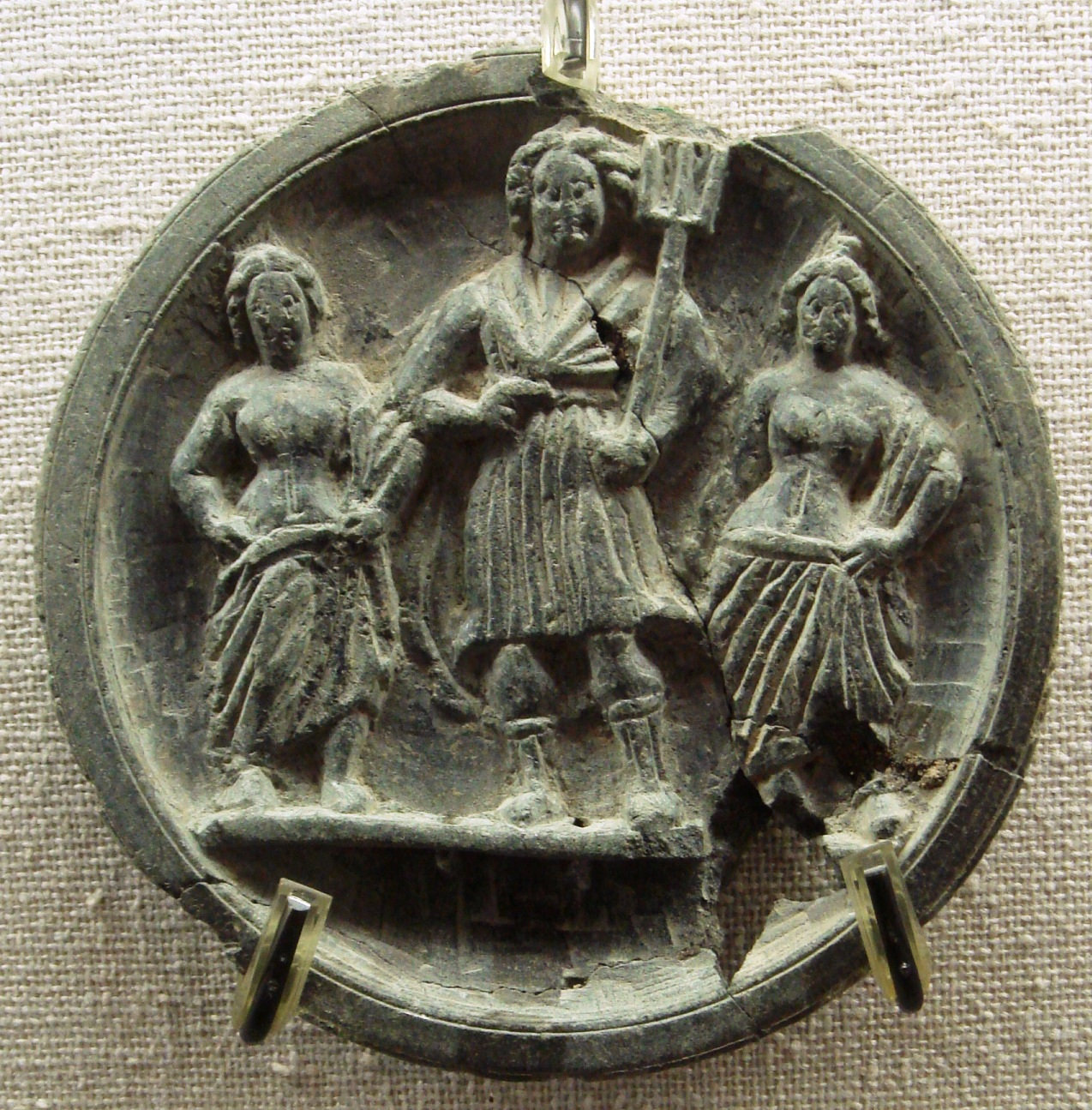
Sculptură cu Poseidon/Neptun (centru) expusă la Ancient Orient Museum din Tokyo